# アリソン・フェリックス
アリソン・フェリックス（Allyson Felix、1985年11月18日 - ）は、アメリカ合衆国カリフォルニア州ロサンゼルス出身の陸上競技選手。南カリフォルニア大学卒。
オリンピックの陸上競技200m、4ｘ100mリレー、4ｘ400mリレーの金メダリスト。7つのオリンピック金メダルを獲得した。世界陸上競技選手権大会の200m、400m、4ｘ100mリレー、4ｘ400mリレーで、女子最多となる通算13個の金メダルを獲得。世界陸上大阪大会とロンドンオリンピックで3冠を達成している。

## 経歴
2004年4月19日、200mで22秒51を記録。マリオン・ジョーンズの持つジュニア全米記録22秒58を11年振りに更新。
2004年、当時高校生で出場したアテネオリンピックの200mでは、ジャマイカのベロニカ・キャンベルに次ぐ銀メダルに終わる。
2005年の世界陸上ヘルシンキ大会の200mで金メダルを獲得した。
2007年の世界陸上大阪大会の200mで金メダルを獲得。国際大会決勝の短距離走では珍しく0.53秒の大差で、同大会の100mで金メダルを獲得したキャンベルを抑えて2連覇を達成した。同大会では、4×100mリレーと4×400mリレーの第2走者として出場し金メダルを獲得し、3冠を達成。
2009年8月の世界陸上ベルリン大会では、200mと4×400mリレーで金メダルを獲得し、2冠を達成。
2011年8月の世界陸上大邱大会では、4×100mリレーと4×400mリレーで金メダルを獲得した。世界陸上で獲得した金メダルは、カール・ルイスとマイケル・ジョンソンに並ぶ通算8個目。
2012年8月のロンドンオリンピックの200mで21秒88のタイムで優勝し、オリンピックで初となる悲願の金メダルを獲得。同大会では、4×100mリレーと4×400mリレーで金メダルを獲得し、3冠を達成。4×100mリレーでは、初めての世界記録となる40秒82を記録している。
2013年8月の世界陸上モスクワ大会の女子200メートル決勝では、優勝の本命と見られ、世界陸上で男女を通じて史上最多となる通算9個目の金メダルを狙ったが、レース中に右太腿裏の筋断裂をおこして途中棄権した。
棄権から9ヶ月後、フェリックスは競技に復帰。2014年度IAAFダイヤモンドリーグの女子200mにおいて年間優勝者となる。
2015年8月の世界陸上北京大会では、200m準決勝の約1時間後に400m決勝が行われるため、「新しい挑戦」として400mを選択。400ｍに照準を合わせて練習した結果、自己ベストを更新する49秒26のタイムで初優勝。自らの女子最多記録を更新する9個目の金メダルを獲得した。また、4×100mリレーと4×400mリレーで銀メダルを獲得した。
2021年には、1年延期となっていた東京オリンピックに出場。個人種目では400mに出場し、8月6日の決勝で49秒46のタイムで、自身初のオリンピック銅メダルを獲得した。翌日の8月7日には、女子4×400mリレー決勝に出場。アメリカチームが世界歴代5位の3分16秒85のタイムで7連覇して金メダルを獲得した。この金メダルで、フェリックスは女子選手でオリンピック史上最多の7個の金メダル獲得となった。また、金銀銅の五輪メダル11個は女子陸上選手で最多、男女でもカール・ルイスの10個を超えてアメリカの陸上選手で最多となった。
2022年4月13日に自身のInstagramアカウントで今季限りの現役引退を表明。2022年7月に母国アメリカで開催された世界陸上オレゴン大会の初日に行われた男女混合4×400mリレー（銅メダルを獲得）が最後の出場となる予定だったが、女子4×400ｍリレーへの出場をコーチより打診されたため、急きょ出場した。予選では第2走者を務め、アメリカの予選1位通過に貢献した。決勝では走者を務めなかったものの、アメリカがチームとして優勝したためフェリックスも予選に出場していたメンバーとして金メダルを獲得した。

## 主な成績
| 年度 | 大会                               | 場所                             | 種目      | 記録      | 結果     | 備考           |
| ---- | ---------------------------------- | -------------------------------- | --------- | --------- | -------- | -------------- |
| 2001 | 世界ユース選手権                   | デブレツェン（ハンガリー）       | 100m      | 11秒57    | 1位      |                |
| 2001 | 世界ユース選手権                   | デブレツェン（ハンガリー）       | 1000mR    | 2分03秒83 | 1位      |                |
| 2002 | 世界ジュニア選手権                 | キングストン（ジャマイカ）       | 200m      | 23秒48    | 5位      |                |
| 2002 | 世界ジュニア選手権                 | キングストン（ジャマイカ）       | 4x100mR   | 43秒92    | 2位(h)   | 予選のみ出場   |
| 2003 | パンアメリカン競技大会             | サントドミンゴ（ドミニカ共和国） | 200m      | 22秒93    | 3位      |                |
| 2003 | パンアメリカン競技大会             | サントドミンゴ（ドミニカ共和国） | 4x100mR   | 43秒06    | 1位      |                |
| 2004 | オリンピック                       | アテネ（ギリシャ）               | 200m      | 22秒18    | 2位      |                |
| 2005 | 世界陸上競技選手権大会             | ヘルシンキ（フィンランド）       | 200m      | 22秒16    | 1位      |                |
| 2005 | IAAFワールドアスレチックファイナル | モンテカルロ（モナコ）           | 200m      | 22秒27    | 1位      |                |
| 2006 | IAAFワールドアスレチックファイナル | シュトゥットガルト（ドイツ）     | 100m      | 11秒07    | 3位      |                |
| 2006 | IAAFワールドアスレチックファイナル | シュトゥットガルト（ドイツ）     | 200m      | 22秒11    | 1位      |                |
| 2007 | 世界陸上競技選手権大会             | 大阪（日本）                     | 200m      | 21秒81    | 1位      |                |
| 2007 | 世界陸上競技選手権大会             | 大阪（日本）                     | 4x100mR   | 41秒98    | 1位      |                |
| 2007 | 世界陸上競技選手権大会             | 大阪（日本）                     | 4x400mR   | 3分18秒55 | 1位      |                |
| 2007 | IAAFワールドアスレチックファイナル | シュトゥットガルト（ドイツ）     | 100m      | 11秒15    | 2位      |                |
| 2008 | オリンピック                       | 北京（中国）                     | 200m      | 21秒92    | 2位      |                |
| 2008 | オリンピック                       | 北京（中国）                     | 4x400mR   | 3分18秒54 | 1位      |                |
| 2009 | 世界陸上競技選手権大会             | ベルリン（ドイツ）               | 200m      | 22秒02    | 1位      |                |
| 2009 | 世界陸上競技選手権大会             | ベルリン（ドイツ）               | 4x400mR   | 3分17秒83 | 1位      |                |
| 2009 | IAAFワールドアスレチックファイナル | テッサロニキ（ギリシャ）         | 200m      | 22秒29    | 1位      |                |
| 2010 | 世界室内陸上競技選手権大会         | ドーハ（カタール）               | 4x400mR   | 3分27秒34 | 1位      |                |
| 2011 | 世界陸上競技選手権大会             | 大邱（韓国）                     | 200m      | 22秒42    | 3位      |                |
| 2011 | 世界陸上競技選手権大会             | 大邱（韓国）                     | 400m      | 49秒59    | 2位      |                |
| 2011 | 世界陸上競技選手権大会             | 大邱（韓国）                     | 4x100mR   | 41秒56    | 1位      |                |
| 2011 | 世界陸上競技選手権大会             | 大邱（韓国）                     | 4x400m    | 3分18秒09 | 1位      |                |
| 2012 | オリンピック                       | ロンドン（イギリス）             | 100m      | 10秒89    | 5位      |                |
| 2012 | オリンピック                       | ロンドン（イギリス）             | 200m      | 21秒88    | 1位      |                |
| 2012 | オリンピック                       | ロンドン（イギリス）             | 4x100mR   | 40秒82    | 1位      | 世界新記録     |
| 2012 | オリンピック                       | ロンドン（イギリス）             | 4x400mR   | 3分16秒87 | 1位      |                |
| 2013 | 世界陸上競技選手権大会             | モスクワ（ロシア）               | 200m      | 記録なし  | 途中棄権 | 決勝で途中棄権 |
| 2015 | IAAF世界リレー大会                 | ナッソー（バハマ）               | 4x100mR   | 42秒32    | 2位      |                |
| 2015 | 世界陸上競技選手権大会             | 北京（中国）                     | 400m      | 49秒26    | 1位      |                |
| 2015 | 世界陸上競技選手権大会             | 4x100mR                          | 41秒68    | 2位       |          |                |
| 2015 | 世界陸上競技選手権大会             | 4x400mR                          | 3分19秒44 | 2位       |          |                |
| 2016 | オリンピック                       | リオデジャネイロ（ブラジル）     | 400m      | 49秒51    | 2位      |                |
| 2016 | オリンピック                       | リオデジャネイロ（ブラジル）     | 4x100mR   | 41秒01    | 1位      |                |
| 2016 | オリンピック                       | リオデジャネイロ（ブラジル）     | 4x400mR   | 3分19秒06 | 1位      |                |
| 2017 | 世界陸上競技選手権大会             | ロンドン（イギリス）             | 400m      | 50秒08    | 3位      |                |
| 2017 | 世界陸上競技選手権大会             | 4x100mR                          | 41秒82    | 1位       |          |                |
| 2017 | 世界陸上競技選手権大会             | 4x400mR                          | 3分19秒02 | 1位       |          |                |

## 自己ベスト
- 100m - 10秒89 （2012年8月4日）
- 200m - 21秒69 （2012年6月30日）
- 400m - 49秒26 （2015年8月27日）
- 400mリレー - 40秒82（2012年8月10日、世界記録）